# Hoplodrina octogenaria
Hoplodrina octogenaria је врста ноћног лептира (мољца) из породице совица (лат. Noctuidae).

## Распрострањење и станиште
Врста је палеарктичког распрострањења, присутна широм Азије и Европе до Сибира. Насељава умерено влажна, полуотворена станишта.

## Биљка хранитељка
Гусеница се храни полифагно лишћем зељастих биљака, попут многих совица. Бележе су биљке из рода Primula и Rumex.

## Опис
Hoplodrina octogenaria има једну генерацију годишње, и лети у летњим месецима. Сличност са другим врстама из рода отежава идентификацију и неопходна је дисекција гениталија.Јаја су облика заобљене купе и испресецана радијално. Гусенице су мрке, нешто светлијег субдорзум и на крупних папилозним основама налазе се кратке сете. Видљива је и бела медиодорзална линија. Врста презимљава у стадијуму гусенице, те се оне сусрећу у јесен и у пролећним месецима, најчешће на тлу. Распон крила одраслих јединки не прелази 35 милиметра, и смеђе су боје. Маркације су често разливене и неупадљиве.